# La La La (chanson de LMFAO)
Singles de LMFAO
I'm in Miami Bitch
(2008) Shots
(2009)
Pistes de Party Rock
Lil'Hipster Girl What Happens at the Party
La La La est une chanson du groupe américain LMFAO, sorti le 8 septembre 2009. La La La est une musique uptempo mélanger à de l'electropop et de la dance avec une influence de synthpop des années 1980. Le clip vidéo est sorti le 25 novembre 2009 sur YouTube

## Classement par pays
| Classement (2009)                        | Meilleure position |
| ---------------------------------------- | ------------------ |
| États-Unis (Billboard Hot 100)           | 55                 |
| États-Unis (Billboard Rap Songs)         | 20                 |
| États-Unis (Billboard Pop Songs)         | 38                 |
| États-Unis (Billboard Heatseekers Songs) | 1                  |